# 461 a.C.
Il 461 a.C. (CDLXI a.C. in numeri romani) è un anno  del V secolo a.C.

## Eventi
- Ostracismo di Cimone da Atene.
- Roma:
  - consoli Servio Sulpicio Camerino Cornuto e Publio Volumnio Amintino Gallo
  - Cesone Quinzio, figlio di Cincinnato, viene esiliato per la sua violenta opposizione alla Lex Terentilia

## Morti
- Efialte di Atene, politico ateniese (n. 495 a.C.)